# Аменемхет VI
Аменемхет VI — давньоєгипетський фараон з XIII династії.